# 陈学东 (1963年4月)
陈学东（1963年4月—），华中科技大学教授，主要从事机械动力学与控制方面的研究工作。担任中国机械工程学会理事，入选中华人民共和国教育部2008年度“长江学者”特聘教授，“新世纪百千万人才工程”国家级人选，2023年11月当选中国工程院院士。